# Фолкнер (остров)
Фолкнер, также называемый островом Фолкнера (англ. Falkner Island) — остров в проливе Лонг-Айленд в 5 км от побережья Гилфорда, штат Коннектикут, США. По форме напоминает полумесяц, площадь — 1,2 га.
Коренные американцы посещали этот остров на протяжении тысяч лет. Его название на языке куиннипиаков — «Массанкумок», что означает «место больших ястребов-рыболовов». В 1641 году Генри Уитфилд и основатели Гилфорда приобрели остров у сахема племени мохеганов Ункаса в рамках сделки по продаже земель к востоку от пролива Ист-Ривер. В 1715 году его приобрела семья Стоун, и он оставался во владении семьи до тех пор, пока в 1801 году не был продан правительству.
Маяк на острове Фолкнер был построен в 1802 году по заказу президента Томаса Джефферсона. Этот маяк является вторым старейшим в Коннектикуте и занесен в Национальный реестр исторических мест. Маяк был автоматизирован в 1978 году и продолжает функционировать в качестве навигационного средства для близлежащего Берегового канала.
Остров является частью Национального заповедника дикой природы имени Стюарта Б. МакКинни и имеет пятую по величине колонию гнездящихся розовых крачек на северо-востоке США. Большая часть суши острова была утрачена в результате эрозии, площадь её сократилась примерно до 11 600 м² от первоначальных 18 000 м². Корпус инженеров армии США укрепил восточную границу, чтобы замедлить прогрессирующее ухудшение обстановки.

## Происхождение названия
Первое записанное название острова Фолкнер было дано коренными американцами. Название острова на языке куиннипиаков было «Массанкумок», что означает «место больших ястребов-рыболовов». Название острова на языке куиннипиаков не относилось к владению, а скорее к использованию или ресурсам острова.
Личность первого европейского исследователя неизвестна, но, скорее всего, это был голландский исследователь Адриен Блок, который проплыл через пролив Лонг-Айленд около 1614 года. Правительство Соединённых Штатов приписывает Блоку звание первооткрывателя. Ранние английские поселенцы называли его «Остров Сокола», вероятно, по аналогии с индейским названием. Хеландер пишет, что остров, вероятно, был назван в честь скопы, но английский перевод «Сокол», предполагающий присутствие на острове сапсана, был из «простого невежества». Название острова на голландских картах было «Валькен-Айленд». Позже название изменилось на остров Фолкнера, возможно, из-за семьи Фолкнеров, которая жила на острове в 1700-х годах. Когда остров был передан правительству США в 1801 году, в документе указано название «Фолкнеры». В 1891 году Совет США по географическим названиям изменил и утвердил название англ. Falkner Island (Остров Фолкнер). Однако изменение названия не является общепризнанным и «популярным употреблением», и бригада, которая охраняет маяк острова, использует название англ. Faulkner (Фолкнер); включая публикации.